# Жан Ріберо-Гайон
Жан Ріберо́-Гайо́н (нар. 1905, Франція) — французький вчений в галузі енології, доктор наук з 1934 року, член Французької сільськогосподарської академії. Почесний доктор університетів в Лісабоні (Португалія), Мендосі (Аргентина), католицького університету в Чилі.

## Біографія
Народився 1905 року в Франції. Закінчив факультет природничих наук Бордоського університету. Працював на науковій, адміністративній та педагогічний роботі. 1964 року створив вищу школу енологів, на основі якої згодом був створений Інститут енології.
Нагороджений золотою медаллю Французької сільськогосподарської академії.

## Наукова діяльність
Наукові дослідження в галузі теорії і практики виноробства: вивчив ОВ-процеси, утворення комплексів заліза, явища колоїдного характеру, залізний, мідний і білковий каси, явища етерифікації, спиртове, гліцеро-піровиноградне і яблучно-молочне бродіння, фенольний склад і біохімічні процеси, що відбуваються при дозріванні винограду. Автор понад 200 наукових робіт, багато з яких брало перекладені різними мовами (іспанською, італійською, болгарською, російською) світу. Серед праць:
- Виноделие. Преобразование вина и способы его обработки: Переклад з французької. — М., 1956;
- Виноделие. Возбудители брожения. Приготовление вин: Переклад з французької. — М., 1971 (у співавторстві);
- Теория и практика виноделия: В 4-х т.: Переклад з французької. — М., 1979—81 (у співавторстві);
- Analyse et controle des vins. — Paris, 1947 (coauteur);
- Traite d'oenologie. — En 2t. — Paris, 1964—66 (coauteur).